# St. Martin (Vormholz)
St. Martin war eine römisch-katholische Kirche an der Karl-Legien-Straße 1 in Vormholz, Witten. Sie bestand von 1974 bis 2007 und zählte zum Bistum Essen.
Architekt der Kirche war Josef Lohmeyer aus Köln. Sie wurde am 8. Juni 1974 durch Bischof Franz Hengsbach eingeweiht. Das Zeltdach erreichte eine Höhe von 11,80 Metern. Auf der Spitze des Daches befand sich ein Kreuz aus Edelstahl.
Den letzten Gottesdienst (Profanierung) hielt am 21. Juni 2007 der Essener Weihbischof Franz Vorrath. Im August 2007 wurde die Kirche abgetragen. 
Das Altarkreuz befindet sich heute in der Kapelle des Altenzentrums St. Josefshaus. Der Altar befindet sich im dortigen Freigelände. 
Die 1985 bis 1988 gefertigten Lichtbänder (Antikglas, Blei, Schwarzlot und Lupengläser) von Leo Janischowsky aus Hagen mit Szenen aus dem Leben des heiligen Martin sowie mit geometrischen Formen wurden als Einzelteile an mehrere Stellen verkauft. Drei Fenster befinden sich heute im Eingangsbereich von St. Peter und Paul.  
Die 120 kg schwere Glocke aus dem Jahre 1974 wurde von der Glockengießerei Petit & Gebr. Edelbrock, Gescher, hergestellt. Der 7,15 m hohe Glockenturm war ein Geschenk von der Henrichshütte. Glockenturm und Glocke befinden sich heute auf dem Rembergfriedhof in Hagen.